# «قهرمانان» (آلبوم دیوید بویی)
«قهرمانان» (انگلیسی: "Heroes") دوازدهمین آلبوم استودیویی دیوید بویی موسیقی‌دان انگلیسی است که در ۱۴ اکتبر ۱۹۷۷ از طریق آرسی‌ای رکوردز منتشر شد. پس از انتشار کم در اوایل آن سال، بویی به‌عنوان کیبوردیست دوستش و خواننده ایگی پاپ تور برگزار کرد. در پایان تور، آن‌ها دومین آلبوم انفرادی پاپ شهوت زندگی را در استودیوی هانسا در برلین غربی ضبط کردند. سپس بویی در آن‌جا برای ضبط «قهرمانان» با همکار برایان اینو و تهیه‌کننده تونی ویسکانتی دوباره آغاز به همکاری کرد. این آلبوم به‌دنبال کم و ماقبل آن مستأجر (۱۹۷۹) دومین بخش «سه‌گانه برلین» اوست. این تنها آلبوم در میان این سه‌گانه بود که تماماً در برلین ضبط شد. بسیاری از دست‌اندرکاران کم برای جلسات ضبط که توسط گیتاریست کینگ کریمسون یعنی رابرت فریپ تکمیل شده بود، بازگشتند.
این آلبوم به‌صورت هر از گاهی در ژوئیه و اوت ۱۹۷۷ ضبط شد. اکثریت قطعه‌ها در نقطه‌ای از استودیوی مذکور ساخته می‌شدند و متن ترانه‌ها تا زمانی که بویی در مقابل میکروفون ایستاده بود نوشته نمی‌شد. موسیقی آلبوم در اثر رویکرد الکترونیک و امبینت آلبوم قبلی سه‌گانه ساخته شد، اگرچه با مقدار بیشتری لحن و اتمسفر مثبت و اجرای احساساتی همراه است. این آلبوم همان ساختار آلبوم قبلی را دنبال می‌کند؛ یعنی بخش نخست شامل قطعه‌های راک متداول‌تر و بخش دوم غالباً شامل قطعه‌های بی‌کلام و سازهای موسیقی است.
جلد آلبوم مانند ابله ایگی پاپ، طرح اشاره با سر از نقاشی هنرمند آلمانی اریش هکل است. «قهرمانان» پس از انتشار موفقیتی تجاری بود که در جایگاه سوم جدول آلبوم‌های بریتانیا و جایگاه ۳۵ جدول ال‌پی و تیپ برتر بیلبورد ایالات متحده قرار گرفت. این آلبوم در هنگام انتشار بهترین اثر مورد قبول سه‌گانهٔ برلین بود که ان‌ام‌ئی و ملودی میکر هر یک به‌ترتیب آن را آلبوم مربوطهٔ سال خودشان نامیدند. بویی این آلبوم را با حضور تلویزیونی و مصاحبه‌ها به‌طور گسترده تبلیغ کرد. او کم و «قهرمانان» را در طول ۱۹۷۸ با برگزاری تور جهانی ایزولار دوم پشتیبانی کرد. اجراهای تور در آلبوم‌های زندهٔ استیج (۱۹۷۸) و به خاموشی خوش آمدید (۲۰۱۸) قرار گرفتند.
«قهرمانان» با ستایش ماندگار منتقدان مواجه شد و عمدتاً از لحاظ شناخت انتقادی بابت نقش فریپ در گیتارنوازی و جایگاه آلبوم در زمینهٔ رشد هنری بلندمدت بویی مورد تحسین قرار گرفت. اگرچه منتقدان معمولاً کم را اثری پیشگامانه‌تر می‌ببینند، اما «قهرمانان» در میان بهترین و تأثیرگذارترین آثار بویی شهرت و اعتبار پیدا کرده‌است. قطعهٔ هم‌نام آلبوم که در ابتدا به‌عنوان تک‌آهنگ ناموفق بود، یکی از شناخته‌شده و تحسین‌شده‌ترین ترانه‌های بویی باقی مانده‌است. بویی بعداً از نسخه‌ای تغییریافته با چهرهٔ پنهان از طرح روی جلد این آلبوم را برای جلد آلبوم ۲۰۱۳ روز بعد استفاده کرد. «قهرمانان» چندین بار مجدد منتشر شده‌است و در سال ۲۰۱۷ به عنوان بخشی از مجموعه جعبه‌ای حرفه‌ای جدید در شهری جدید (۱۹۷۷–۱۹۸۲) بازسازی شد.